# Eberechi Eze
Eberechi Oluchi Eze (n. 29 iunie 1998, Greater London, Anglia, Regatul Unit) este un fotbalist profesionist englez care joacă pe post de mijlocaș ofensiv sau extremă stângă la Crystal Palace în Premier League și la echipa națională de fotbal a Angliei.
Un produs al numeroaselor academii engleze, Eze și-a început cariera de seniori cu Queens Park Rangers în 2016. Descoperirea sa a venit în sezonul 2019-20, în care a marcat 14 goluri și a fost desemnat Jucătorul Anului al clubului. Ulterior, a fost semnat de Crystal Palace pentru 17 milioane de lire sterline și de atunci a făcut peste 120 de apariții pentru club.
Fost internațional de tineret al Angliei, Eze și-a făcut debutul la seniori în 2023, iar mai târziu și-a reprezentat țara la UEFA Euro 2024.

## Titluri
Anglia
- Finalist al Campionatului European de Fotbal: 2024[5]

Individual
- Echipa anului PFA: Championship 2019–20[6]
- Jucătorul anului de la Queens Park Rangers: 2019-2020[7]
- Jucătorul anului de la Queens Park Rangers potrivit jucătorilor: 2019-2020[7]